# Notoscincus ornatus
Notoscincus ornatus — вид сцинкоподібних ящірок родини сцинкових (Scincidae). Ендемік Австралії.

## Підвиди
Виділяють два підвиди:
- Notoscincus ornatus ornatus (Broom, 1896);
- Notoscincus ornatus wotjulum (Glauert, 1896).

## Поширення і екологія
Notoscincus ornatus широко поширені на півночі Австралії, від північного Квінсленда через Північну Територію до півночі Західній Австралії та до півночі Південної Австралії. Вони живуть на краю боліт, на порослих спінніфем кам'янистих пагорбах, на порослих рослинністю піщаних дюнах та в сухих тропічних лісах, рідколіссях і чагарникових заростях.